# Billet de banque

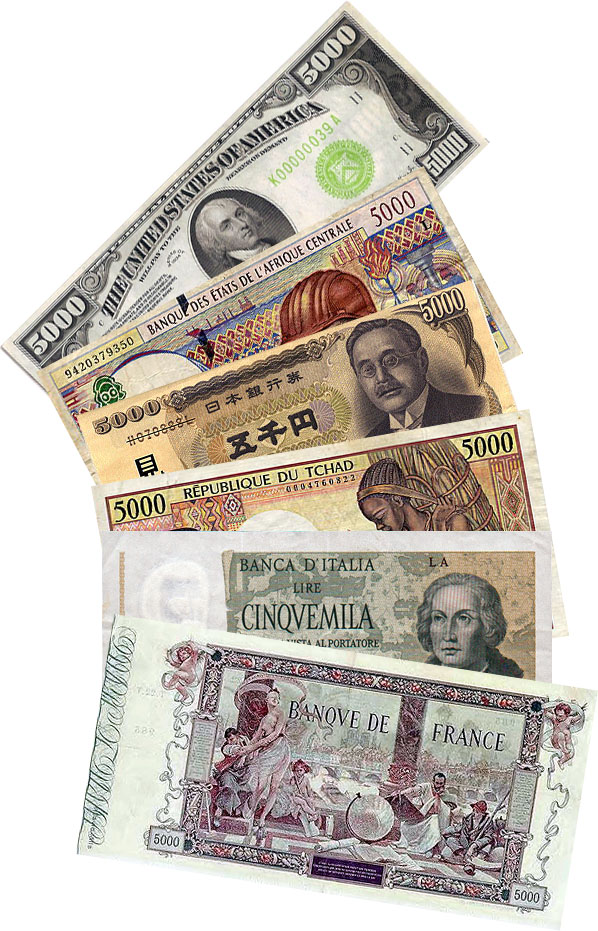
Échantillons de coupures de 5000 émis par différentes banques : au premier plan le 5 000 francs Flameng de la Banque de France.

Le billet de banque est un moyen de paiement généralement en papier imprimé, émis le plus souvent par la banque centrale ou l'Institut d'émission d'un pays. Ce type de monnaie — appelée papier-monnaie ou monnaie-papier — est de nature fiduciaire (du latin fiducia : confiance) dans la mesure où sa valeur est fortement dépendante du degré de confiance accordé par les porteurs de billets à l'organisme qui les émet.
D'origine chinoise, répandus massivement depuis le début du XIXe siècle, les billets de banque sont imprimés sur un papier couché fin, très résistant au vieillissement et aux manipulations, porteur le plus souvent d'un filigrane, composé exclusivement de pâte de chiffon de coton ayant subi un raffinage très poussé ; ce papier non collé est enduit de gélatine puis séché à l'air[réf. nécessaire], avant de subir un très fort calandrage. La grande majorité des illustrations présentes sur les billets sont issues d'un travail de gravure (taille douce) élaborée et d'une grande finesse.
Depuis une trentaine d'années[Quand ?], certains pays adoptent des billets en polymères (comme le polypropylène), qui sont beaucoup plus durs à déchirer et à froisser.
La collection des billets de banque est un passe-temps populaire dans quelques pays et les collectionneurs s'appellent les billetophiles.

## Conception

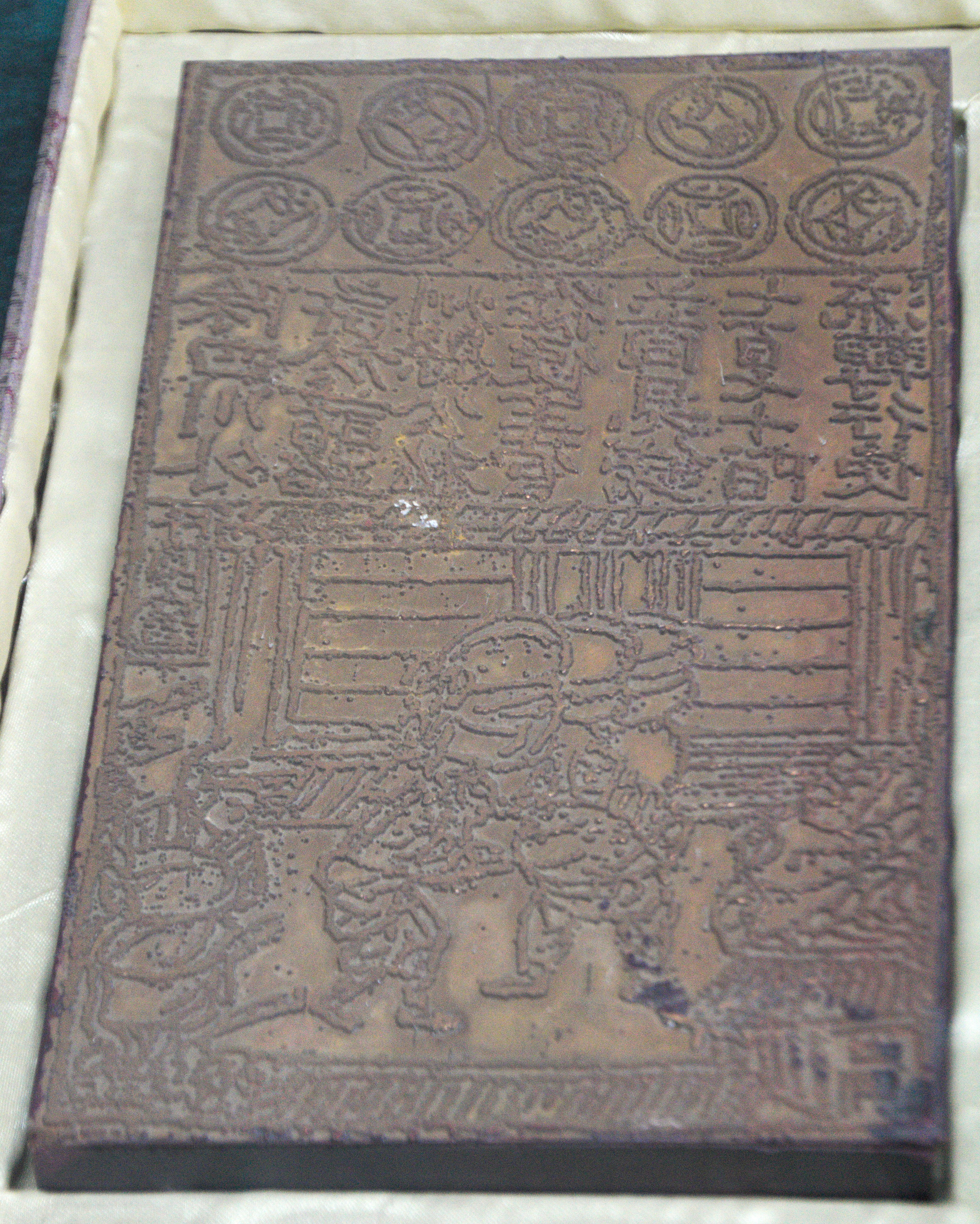
Matrice de billet de la Dynastie Song du Nord.

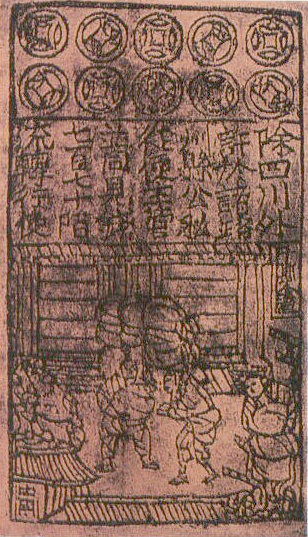
Billet de banque imprimé de la Dynastie Song du Nord (960 – 1127), premier empire à avoir utilisé ce type de monnaie.

Matrice de bois et tirage correspondant (dynastie mongole Yuan, Chine, 1287).

### Xylogravure
Les premiers billets de banque qui apparurent en Chine, sous la Dynastie Song du Nord (960 – 1127), au XIe siècle, faisaient appel à des techniques de gravure sur bois : les matrices étaient en bois dur (par exemple du buis) que la presse fragilisait avec le temps.

### Taille douce
La gravure en taille-douce, créée au XVe siècle par Maso Finiguerra (1426-1464), permit d'utiliser du métal, plus résistant, pour l'impression.
À partir du XIXe siècle, la presse à taille-douce utilisant la technique de gravure en creux sur métal permit de multiplier les tirages. Cette dernière est beaucoup plus difficile à imiter et reste l'apanage de nombreux imprimeurs modernes comme De La Rue.
Traditionnellement, les organismes émetteurs requièrent les services d'artistes de tout premier plan et aussi d'orfèvres. Dans un premier temps, la conception d'une vignette nécessite un dessin, une maquette en quelque sorte, puis des talents de graveur (sur bois puis sur métal). C'est ainsi que, par exemple, certains des premiers billets américains furent confiés à Paul Revere, devenu par ailleurs un véritable héros national. En France, outre Augustin Dupré qui participa à la conception des assignats, on relève par la suite les noms de l'architecte Charles Percier, du graveur spécialisé dans les timbres postaux Jacques-Jean Barre qui fut aussi graveur général des monnaies. Les concepteurs laissèrent pendant longtemps deux types de signatures : l'une pour le dessin, l'autre pour la gravure, les deux postes étant généralement séparés.
Au cours du XXe siècle, quand l'art du billet fut magnifié par l'arrivée de la polychromie, des peintres aussi célèbres que le suisse Ferdinand Hodler, le tchèque Alfons Mucha ou l'algérien M'hamed Issiakhem, donnèrent aux vignettes monétaires leurs lettres de noblesse : des dessins ou peintures que les graveurs monétaires s'appliquaient à reproduire.
De nos jours, les concepteurs font appel à des logiciels de publication assistée par ordinateur spécialement développés pour cet usage : c'est le cas du peintre affichiste Roger Pfund pour la dernière gamme des billets de banque en franc français mais aussi de l'autrichien Robert Kalina pour la gamme des billets de banque en euro.

## Impression moderne
Lors d'une première étape, une presse adoptant soit le procédé offset soit l'héliogravure (avec gravure préalable des cylindres) imprime simultanément, sur les deux faces des feuilles de papier, différents entrelacs de lignes avec une précision telle que la concordance entre les lignes du recto et celles du verso produit des effets en transparence.
Lors d'une deuxième étape, on cale d'abord l'impression du « nombre caméléon », à savoir la valeur du billet imprimée avec une encre qui change de teinte lorsqu'elle reçoit la lumière sous un angle différent ; puis du « nombre magique » qui n'apparaît que sous un angle précis de lumière : ces deux nombres sont imprimés par sérigraphie. Ensuite, les feuilles passent dans une machine qui appose un « kinégramme » — une technique qui donne aux chiffres une impression de déplacement — ainsi que les chiffres scintillants.
La dernière étape nécessite l'impression des derniers motifs en taille-douce, ce qui aura pour effet de donner au billet ce toucher en relief si particulier. Toutes ces phases se pratiquent à la feuille et nécessitent de longs « temps de calage », d'ajustement millimétré entre les plaques et les zones d'impressions. Pour terminer, vient l'attribution à chaque billet d'un numéro différent, par impression classique et, le vernissage (ou pelliculage) pour éviter la salissure et augmenter la durée de vie du billet.
La sécurisation des billets de banque nécessitent l’utilisation de technologies modernes comme les encres optiquement variables. 90 % de l’encre pour billets de banque est fabriquée dans l’usine de l’entreprise Sicpa à Chavornay en Suisse.

## Origines et développement du billet de banque

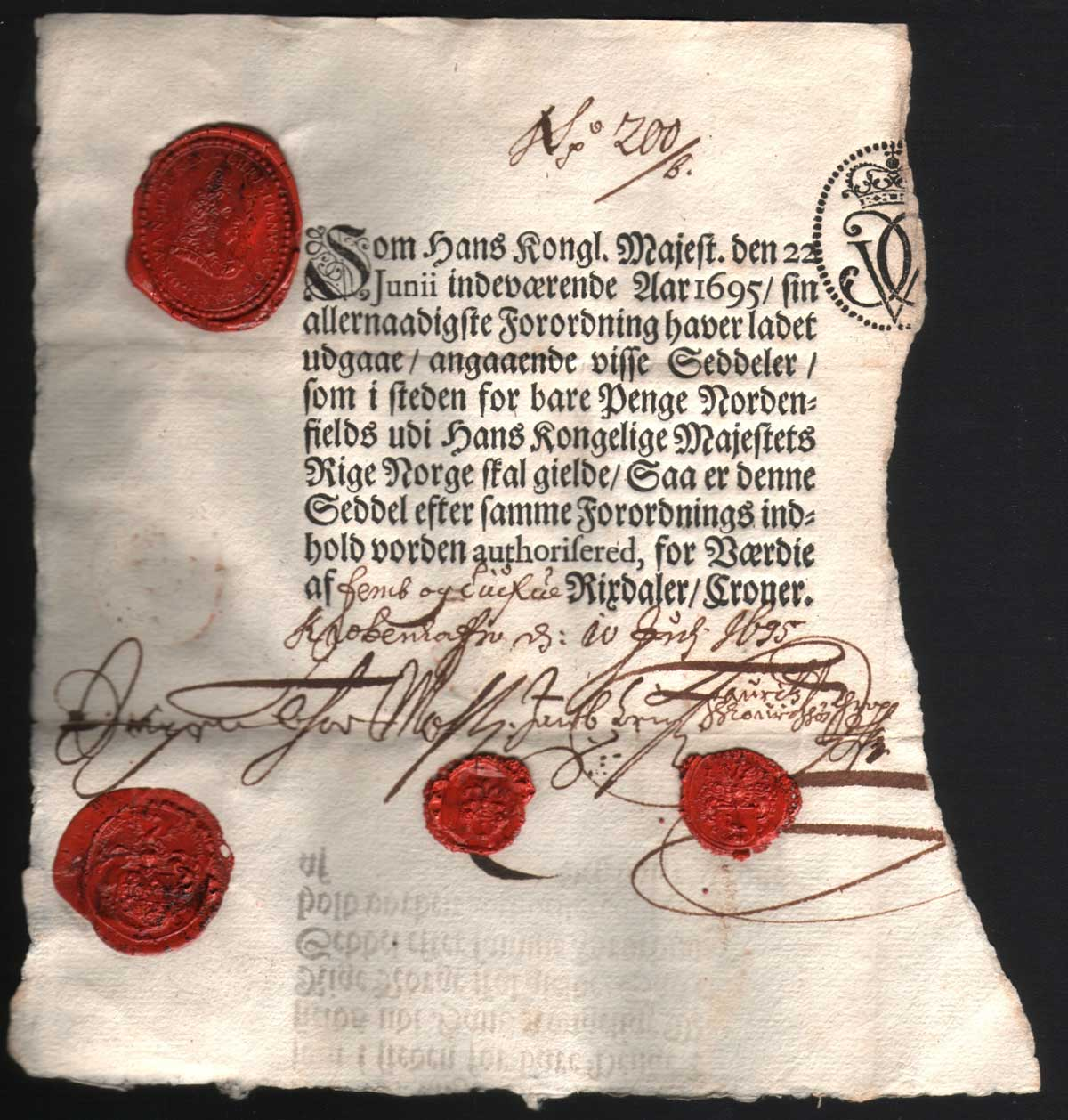
25 rixdaler croner de Norvège émis en 1695.

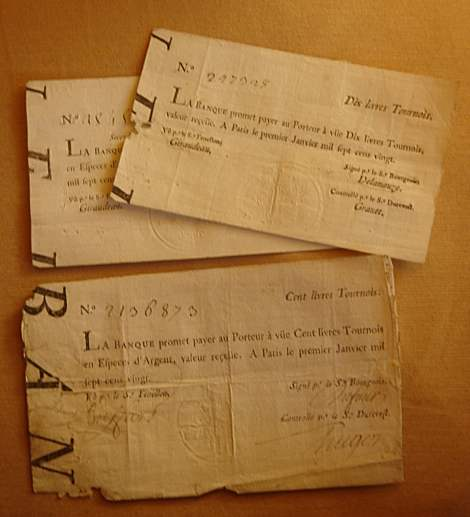
Billets de la Banque royale, Paris (1720).

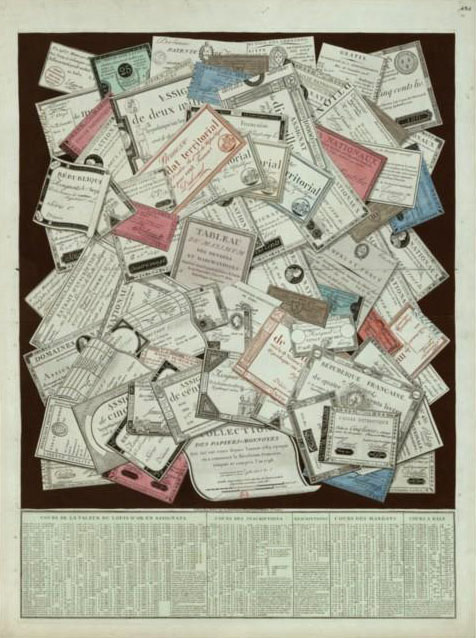
Collection des papiers-monnoyes : qui ont eu cours depuis l'année 1789 èpoque où a commencé la Révolution française, jusques et compris l'an 1796..

La monnaie-papier a sans doute été introduite par les négociants en thé chinois au début du VIIe siècle sous la dynastie Tang : ils réglaient les grosses transactions avec des billets à ordre afin d'éviter le transport d'espèces métalliques, précieuses et lourdes, lesquelles étaient conservées par des personnes de confiance qui se chargeaient en retour de régler les débiteurs porteurs des titres. Dans un discours qui fut imprimé, M. Moreau-Néret affirma que c'est l'empereur de Chine Song Renzong (ou Hien-Tsong, 1022 — 1063) qui créa le premier billet de banque. L'administration chinoise, qui fait office de facto de fonds de garantie, adopte officiellement ce type de billets en 1024 et leur donne le nom de jiaozi. Les pièces métalliques sont symboliquement représentées sur les billets émis sous la dynastie Song du Nord.
La première mention occidentale d'une forme de monnaie fiduciaire de papier est faite dans le rapport de Rubrouck à Louis IX, puis par Marco Polo (1298), lorsque les chao de l'empereur mongol de Chine Kubilai Khan prirent le relais des jiaozi, en acquérant pour la première fois dans l'Histoire pouvoir libératoire obligatoire et exclusif à peine de mort:

« Il est vrai qu'en cette cité de Cambaluc (Pékin) est l'Hôtel des monnaies du grand Sire, qui est établi en telle manière que l'on peut bien dire que le grand Sire a l'Arcane parfaitement et selon raison, car il fait faire une telle monnaie comme je vous dirai. Il fait prendre écorces d'arbre, c'est du mûrier dont les vers qui mangent les feuilles font la soie, car il y en a tant que toutes les contrées sont chargées et pleines de ces dits arbres, et ils prennent une écorce fine qui est entre le bois de l'arbre et la grosse écorce externe. Elle est blanche, et cette écorce fine comme papier ils la font toute noire. Et quand ces papiers sont faits si les font couper... Et touts ces papiers sont scellés du sceau du seigneur. Et ainsi en fait faire si grande quantité chaque an qui rien ne lui coûte que paieraient tout le trésor du monde... Et nul, si cher comme il s'aime, ne les ose refuser, car il serait aussitôt mis à mort. »

— Le Livre de Marco Polo
.
En Italie du nord, il existait aussi, depuis la fin du XIVe siècle, des nota di banco (expression qui donna en anglais le mot banknote). Par ce document de papier, le porteur était autorisé à retirer un certain poids d'or auprès d'un établissement de dépôt. Comme le document pouvait être « endossable » (transférable à un autre porteur), il advient que ces billets circulent partout en Europe : Venise et Gênes furent en effet longtemps de grands pourvoyeurs de fonds aux cours européennes.
En Europe, les premiers billets de banque émis par un établissement bancaire (stricto sensu) sont apparus au début du XVIIe siècle avec la Banque de Stockholm (Riksbank), en 1658, qui avait de fait un statut public, bien que propriété d'actionnaires privés. Il faut également citer la Banque d'Amsterdam, née en 1609, qui centralisait les virements commerciaux en Europe et mettait en circulation des certificats représentatifs des dépôts qui lui étaient confiés, certificats qui, dans leurs formes, étaient proches des futurs billets de banque.
Dans son Histoire de la monnaie et des banques aux États-Unis, Murray Rothbard laisse entendre que, en dehors de la Chine médiévale, le monde n'avait jamais vu de papier-monnaie de type national jusqu'à ce que le gouvernement colonial du Massachusetts émette de la monnaie fiduciaire de papier en 1690. Cependant, la seule exception fut une curieuse forme de papier-monnaie émis cinq ans auparavant au Québec, alors sous domination française, et que l'on appelle « monnaie de carte » et qui consiste en réalité en une monnaie de nécessité.
En France, la première véritable tentative remonte à l'époque du « Système » fondé par John Law en 1716 et de la Banque royale : en résumé, John Law voulait remplacer l'or et l’argent métal circulant par des « billets ayant valeur d'espèces » afin d'accélérer les échanges. Ils sont précédés à partir de 1689 par des proto-billets, des lettres d'échanges devenues par la suite billets de monnoye puis billets de l'Estat émis par le Trésor royal à la fin du règne de Louis XIV et assimilés à une forme d'emprunt à l'instar du bon du trésor moderne.
La Banque royale d’Écosse, dont John Law s'inspira, sous l'impulsion de la Banque d'Angleterre, commença à émettre ses propres billets dès 1696 : au début, ils n'étaient que rédigés et certifiés à la main, les premiers tirages mécaniques unifaces n'apparurent qu'en 1725. Dans les colonies britanniques en Amérique du Nord, apparurent dès 1700, de petits billets locaux, forme de monnaie fiduciaire, qui engendrèrent le Continental dollar de papier en 1775 qui reste la première tentative de billet de banque américain.
En Autriche, le premier billet est émis en 1762 et se nomme le Bancozettel, procédé inventé par un prince allemand en 1707.
En France, après le désastre du Système de Law en 1720 qui obligea l’État à réformer l'ensemble des finances, plusieurs tentatives seront faites ensuite pour relancer l'idée d'une monnaie en papier : la plus célèbre reste la transformation en 1790 des biens confisqués du clergé en fonds de garantie représenté par des assignats, opération hypothécaire délicate qui fut suivie par celles des promesses de mandats territoriaux et des rescriptions de l'emprunt forcé : toutes ces expériences menées au XVIIIe siècle s'accompagnèrent à chaque fois d'une hyperinflation consécutive d'une spéculation hors-du-commun. Il faut attendre les premiers billets de la Banque de France, émis en 1800, pour que la France entre dans l'époque des billets de banque modernes, mais ce n'est qu'au milieu du Second Empire que le billet de banque devient réellement d'un usage courant.

## Questions sanitaires
On s'est longtemps demandé[Qui ?] si les pièces de monnaie ou les billets de banque, des objets qui passent de main en main et circulent parfois rapidement dans le monde entier, pouvaient véhiculer des micro-organismes pathogènes (champignons, bactéries et virus). Les employés des commerces alimentaires qui touchent les aliments et qui encaissent l'argent des clients sont-ils des agents de transmission d'épidémies ? En 2007, une étude du laboratoire de virologie des hôpitaux universitaires de Genève (HUG) a confirmé que des virus grippaux peuvent survivre jusqu’à cinq jours sur des billets de banque (billets de 50 francs suisses de la Banque nationale suisse). Ils survivent mieux quand la concentration virale est élevée et encore mieux s’ils sont protégés dans du mucus. Pour cette étude, des sécrétions nasales de 14 malades de la grippe ont été utilisées. Dans la moitié des cas, le virus a survécu 24 heures et dans 5 cas, il était encore présent après 48 heures. Les billets de banque seraient donc des vecteurs potentiels de pandémies grippales, mais, la plupart du temps, la circulation de la monnaie pourrait contribuer à entretenir l'immunité humaine face aux microbes bénins les plus courants.
Avec la pandémie de Covid-19, l'échange de billets de banque et de pièces de monnaie est considéré par la rumeur comme un vecteur de contamination. Ceci a incité les autorités et les prestataires de service de paiement à développer le paiement électronique notamment par carte bancaire dit « sans contact ». Cette disposition, qui se veut sanitaire, est analysée par les représentants des transports de fonds comme un prétexte destiné à amplifier le remplacement de l'argent liquide par l'argent électronique.

## Autres formes de billets

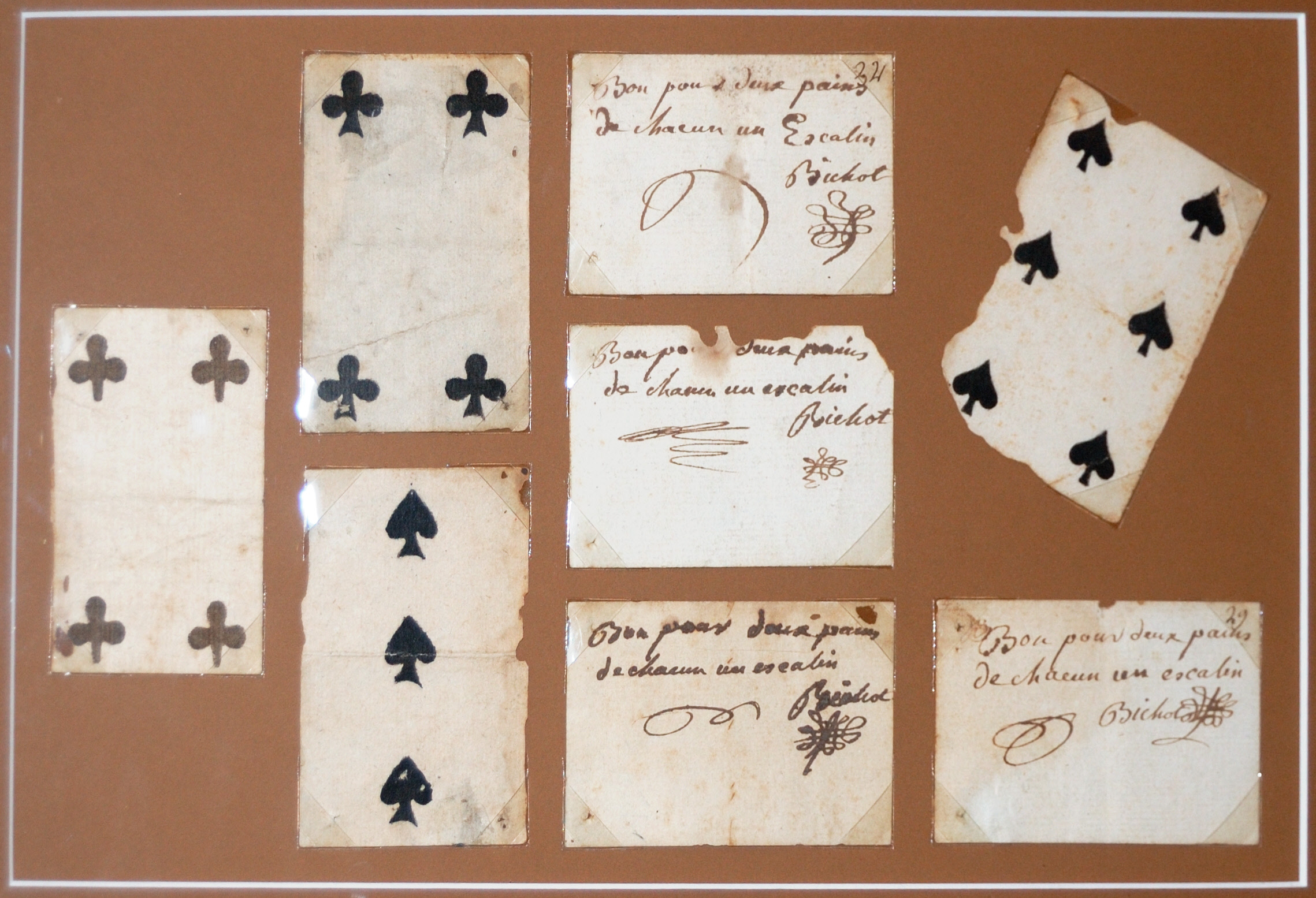
Monnaie de carte à jouer (colonie de Louisiane), musée Nouvelle-Orléans.

- En Nouvelle-France, de 1685 à 1757, furent utilisées des cartes à jouer en guise de moyen de paiement. Cette monnaie de carte fut créée en juin 1685 par l'intendant Jacques de Meulles, et se répandit jusqu'à La Nouvelle-Orléans. Les Pays-Bas firent de même dans leurs colonies.
- À partir de 1776, les États-Unis émirent des billets, le dollar continental de papier au format tendant vers le carré, imaginé par Benjamin Franklin et qui employait un système de gravure complexe représentant des empreintes de feuilles d'arbre[14].
- Parallèlement aux émissions officielles de billets de banque, certains organismes comme les chambres de commerce purent émettre par le passé leurs propres coupures : cette monnaie de nécessité apparaissait quand il y avait pénurie de liquidités (le métal était destiné à d'autres utilisations), comme pendant, ou après, les conflits.
- Depuis 1983, sont apparus des billets de banque en polymères : en Australie (1996), à Hong Kong, et au Canada (2012). Ces billets coûtent deux fois plus cher à la fabrication mais durent deux à trois fois plus longtemps. Lire billets en polymères (en).
- Des billets de zéro euro sont parfois fabriqués à des fins publicitaires, pour les touristes et les collectionneurs.

## Records
- Le plus grand billet fabriqué à ce jour est philippin : il s'agit du 100 000 pesos émis en 1998 et mesurant 216 mm x 356 mm[15]. Précédemment, le record a été détenu par les 500 roubles émis en 1912 par l'Empire russe. Le billet exprimant le plus gros montant est, quant à lui, hongrois : il s'agit du 1 milliard de milliards de pengő émis en 1946, lors d'une période d'hyperinflation, mais qui jamais ne circula.